# Galium kahelianum
Galium kahelianum är en måreväxtart som beskrevs av Albert Deflers. Galium kahelianum ingår i släktet måror, och familjen måreväxter. Inga underarter finns listade i Catalogue of Life.